# António Ribeiro
António Ribeiro (São Clemente de Basto, Celorico de Basto, 21 de mayo de 1928 - Lisboa, 24 de marzo de 1998) fue el decimoquinto Patriarca de Lisboa como Antonio II, (nombrado el 13 de mayo de 1971, en el aniversario de las apariciones marianas de Fátima). 
Antes de ese nombramiento, había sido nombrado obispo titular de Tigillava y auxiliar del arzobispo de Braga, el 8 de julio de 1967. Pablo VI lo hizo cardenal en el consistorio de 5 de marzo de 1973. Participó en los cónclaves de agosto y octubre de 1978 que eligieron respectivamente a Juan Pablo I y Juan Pablo II. 
- Datos: Q45193
- Multimedia: António Ribeiro / Q45193